# Атака лёгкой бригады

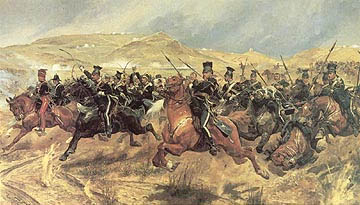
Атака лёгкой бригады на картине Ричарда Кейтона Вудвила (1894)

Атака лёгкой бригады (англ. The Charge of the Light Brigade), также известна как Атака лёгкой кавалерии — катастрофическая по последствиям атака британской кавалерии под командованием лорда Кардигана на позиции Русской армии во время Балаклавского сражения 25 октября 1854 года в ходе Крымской войны. По мнению историков, она стала следствием недопонимания при передаче приказаний.
Атака вошла в историю также благодаря стихотворению Альфреда Теннисона «Атака лёгкой бригады».

## Предыстория

Схема балаклавского боя

Кавалерийская дивизия британской «Восточной армии» стояла лагерем в Балаклавской долине, охраняя пути, соединяющие английскую армию под Севастополем с морской базой в Балаклаве. В состав дивизии входили тяжёлая и лёгкая бригады, каждая имела по 5 полков кавалерии (всего около 1500 всадников). Дивизии были приданы две артиллерийские батареи (12 орудий). Во главе дивизии находился генерал-лейтенант Чарльз Бингэм, граф Лукан, а тяжёлой и лёгкой бригадами командовали генерал-майор Джеймс Скарлетт и генерал-майор Джеймс Браднелл, граф Кардиган. До Крымской войны Кардиган никогда не участвовал в боевых действиях.
В состав лёгкой бригады входили 4-й и 13-й лёгкие драгунские полки, 17-й уланский полк, 8-й и 11-й гусарские полки.
25 октября главнокомандующий русскими войсками в Крыму А. С. Меншиков решил нанести удар по коммуникациям противника. На Чёрной реке был собран отряд под командованием генерала П. П. Липранди, около 16 000 человек. В 05:00 отряд перешёл в наступление, и в 07:30 Азовский пехотный полк штурмом взял турецкий редут № 1 на Кадыкёйских высотах. Турки бежали, бросив ещё три редута. Англичане в этом бою потеряли около 9 орудий.
Артиллерийское оружие в те годы было больше чем средство ведения боя — это был своеобразный символ. Артиллерийские части не имели знамён, а на стволах орудий стояли эмблемы армии и государства. Даже повреждённая вражеская пушка забиралась в качестве трофея. Именно из стволов трофейных русских бронзовых пушек была отлита часть высших военных наград Великобритании — Кресты Виктории.
В 8:00 на место боя прибыли командующие — английский генерал лорд Реглан и французский генерал Канробер. Лорд Реглан, указывая Канроберу на русских, увозящих орудия с редутов, сказал, что жаль отдавать им эти орудия. Канробер ответил: «Зачем идти самим на русских? Предоставим им идти на нас: мы на превосходной позиции, не будем отсюда трогаться!» Однако Реглан позвал генерала Эйри и продиктовал ему несколько строк. Эйри передал бумажку капитану Нолэну и велел передать её командиру кавалерии, лорду Лукану. В приказе Лукан прочитал:

 Лорд Реглан желает, чтобы кавалерия быстро выдвинулась к линии фронта, преследуя противника, и попыталась воспрепятствовать неприятелю увезти прочь орудия. Отряд конной артиллерии также может присоединиться. Французская кавалерия находится на вашем левом фланге. Немедленно.
Оригинальный текст (англ.)Lord Raglan wishes the Cavalry to advance rapidly to the front, follow the enemy, and try to prevent the enemy carrying away the guns. Troop Horse Artillery may accompany. French Cavalry is on your left. Immediate.

Впоследствии Реглан утверждал, что капитан Нолэн забыл прибавить устно, что ему было приказано: «если возможно (if possible)». Лукан же выражал готовность под присягой засвидетельствовать, что этих слов («если возможно») Нолэн ему не говорил.

## Атака

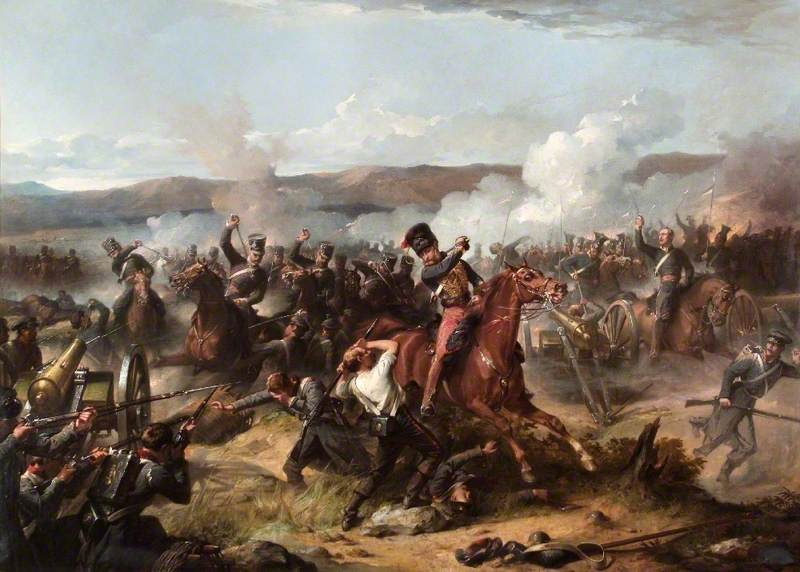
Томас Джонс Баркер. «Атака лёгкой кавалерии» (1877)

Получив приказ атаковать, лорд Лукан спросил Нолэна, какие именно орудия имеются в виду в приказе. Нолэн показал рукой, причём вроде бы на позиции в дальнем конце долины. Сам Нолэн погибнет во время атаки и суть его жеста останется неизвестной. Лукан приказал лорду Кардигану возглавить бригаду, численностью 673 человека (по другим данным 661 или 607) и атаковать по долине между Федюхиными горами и захваченными утром редутами. Кардиган пытался возразить, что на равнине находятся тяжёлые русские пушки, которые защищены с обоих флангов пушечными батареями и стрелками на окружающих холмах. Лукан ответил: «Тут нет выбора, кроме как повиноваться (we have no choice but to obey)». Затем Кардиган скомандовал: «В атаку!»
В десять минут двенадцатого в атаку пошла наша бригада лёгкой кавалерии… Когда она двинулась вперёд, русские встретили её огнём пушек с редута справа, ружейными и штуцерными залпами. Наши кавалеристы гордо промчались мимо; их амуниция и оружие сверкали под утренним солнцем во всём великолепии. Мы не верили своим глазам! Неужели эта горстка людей собралась атаковать целую армию, выстроенную в боевой порядок? Увы, так оно и было: их отчаянная храбрость не знала границ, настолько, что позабыто было то, что называют её самым верным спутником — благоразумие (Уильям Рассел).
Атака началась внезапно для русских. Английской лёгкой кавалерийской бригаде удалось пройти под перекрёстным огнём русской артиллерии и пехоты с Федюхиных и Балаклавских (Кадыкёйских) высот и прорваться к пушкам 3-й Донской батареи. Стоявшие за батареей Киевский и Ингерманландский гусарские полки, а также Уральский казачий полк, не смогли организовать контратаку английской лёгкой кавалерийской бригаде  и в беспорядке отступили. Но, в результате фланговой атаки трёх эскадронов Сводного уланского полка подполковника Еропкина, возвращавшиеся подразделения лёгкой кавалерийской бригады англичан были рассеяны и понесли дополнительные потери. Отступать лёгкой бригаде пришлось опять же под перекрёстным огнём русской артиллерии и пехоты, что ещё больше увеличило количество убитых и раненых кавалеристов.

## Впечатление на современников

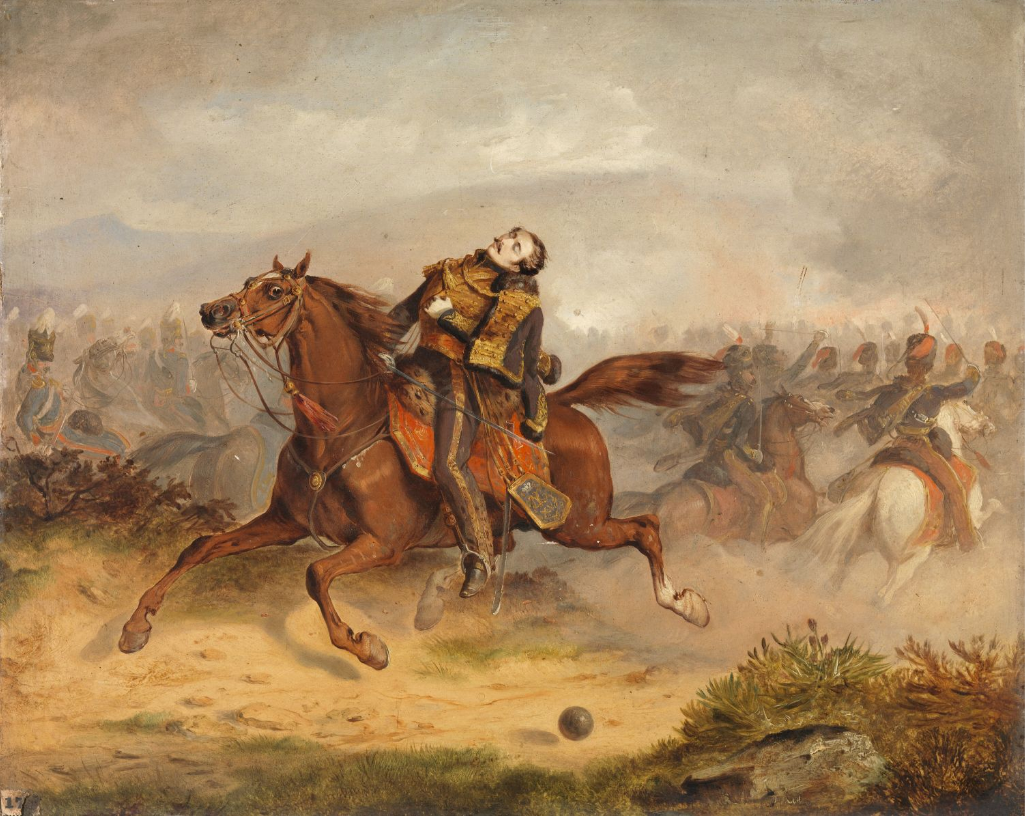
Томас Джонс Баркер. «Ранение капитана Льюиса Нолана» (1855)

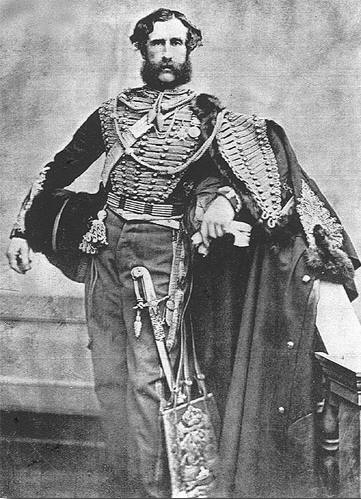
Александр Робертс Данн, первый канадец — кавалер Креста Виктории, участник атаки

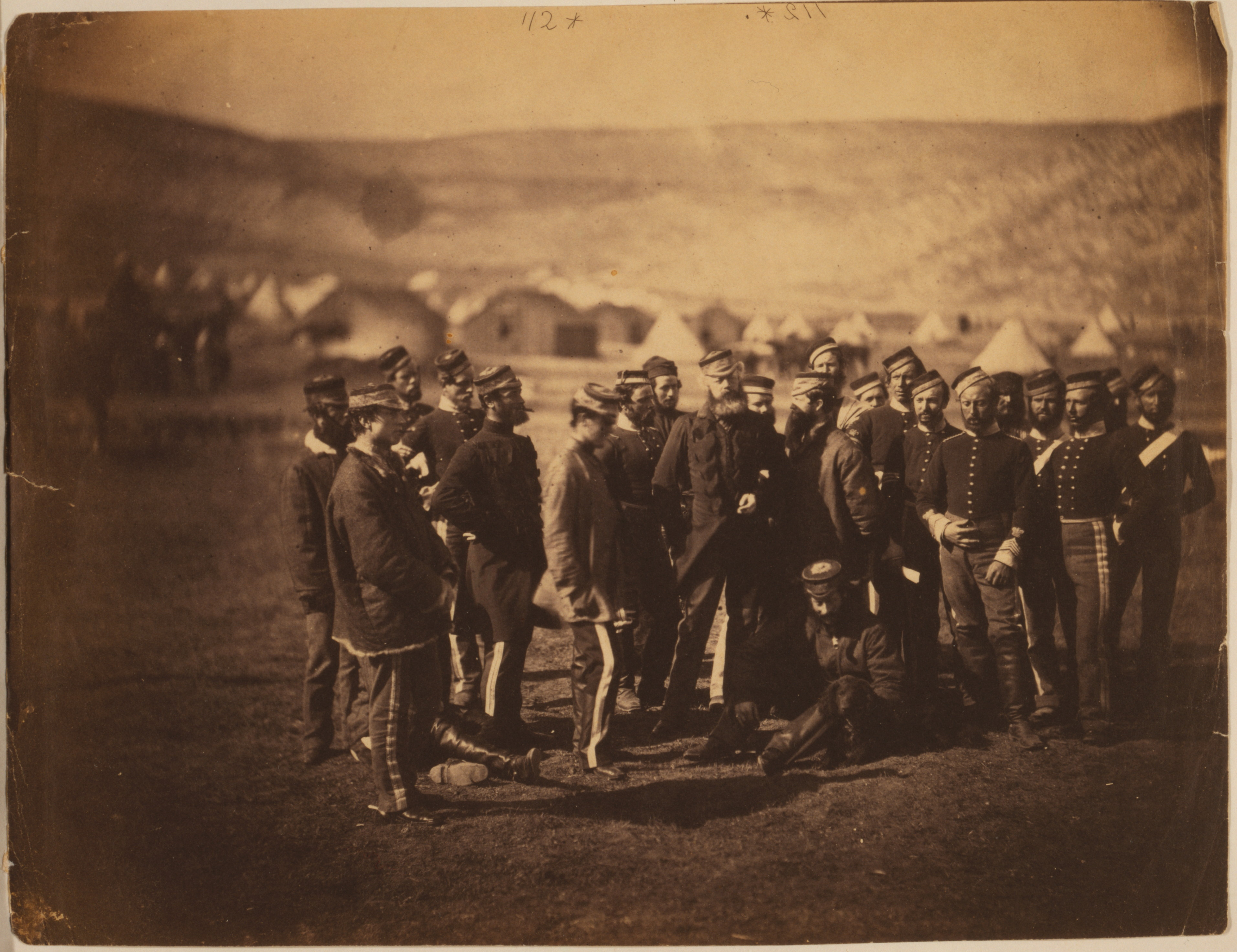
Выжившие офицеры и солдаты 13-го лёгкого драгунского полка

Английский журналист Уильям Рассел, очевидец, в своём репортаже для газеты «Таймс» описал окончание атаки в следующих словах:
«Итак, мы наблюдали, как они ворвались на батарею; затем, к восторгу своему, мы увидели, что они возвращаются, пробившись сквозь колонну русской пехоты, разметав её как стог сена. И тут их — потерявших строй, рассеявшихся по долине — смёл фланговый залп батареи на холме. Раненые и потерявшие коней кавалеристы, бегущие к нашим позициям, красноречивее любых слов свидетельствовали об их печальной судьбе — да, они потерпели неудачу, но даже полубоги не смогли бы сделать большего… В 11:35 перед проклятыми московитскими пушками более не осталось британских солдат, кроме мёртвых и умирающих…».
Участник сражения, французский генерал Пьер Боске, произнёс по поводу действий британской кавалерии знаменитую фразу: «C’est magnifique, mais ce n’est pas la guerre: c’est de la folie» («Это великолепно, но это не война: это безумие»).

## Потери
Английский корреспондент Рассел на месте событий, по количеству вернувшихся к двум часам дня кавалеристов, оценивал потери в 409 человек. Кардиган, на следующий день после битвы, в личном дневнике записал потери общим количеством в 300 человек убитыми, ранеными и взятыми в плен, а также отметил потерянными 396 лошадей. Калторп, личный помощник Реглана, в своей книге, изданной в 1856 году, назвал число 156 убитыми и пропавшими, 122 ранеными и 335 лошадей потерянными. Современный британский исследователь Марк Адкин, основываясь на полковых записях, оценивает потери в 103 убитыми непосредственно в битве, 7 человек умершими вскоре после неё от ран, 130 ранеными, 58 попавшими в плен. Похожих значений, что у Адкина, придерживается и российский исследователь Алексей Васильев, определяя потери бригады в 102 убитых (из них 9 офицеров), 129 раненых (из них 11 офицеров), 58 пленных (в том числе 2 офицера), 16 человек умерших от ран (9 из них в русском плену) и потерянными 362 лошади.

## В кино, литературе и музыке
- «Атака лёгкой бригады» — стихотворение лорда Теннисона (1854).
- стихотворение Редьярда Киплинга «Последние из лёгкой бригады» (The Last of the Light Brigade).
- художественный фильм «Атака лёгкой кавалерии» 1936 года.
- художественный фильм «Атака лёгкой кавалерии» 1968 года.
- песня «The Trooper» группы Iron Maiden с альбома Piece of Mind.